# 조국의 진달래
〈조국의 진달래〉는 조선민주주의인민공화국의 4대 혁명무용 중 하나로, 1970년 초연된 현대 무용 작품이다.
일제강점기인 1939년이 시간적 배경으로, 김일성이 함경북도 무산으로 진출해 왔을 때 항일유격대의 여성 대원들이 조국 땅을 밟고 감격해하는 모습을 그리고 있다.
이 무용은 실제로 1939년 김일성이 자신의 부대를 이끌고 국내로 진공했을 때, 김일성의 아내인 김정숙이 압록강 기슭에 핀 진달래를 보고 '조국의 진달래'라 부르며 눈물을 흘렸다는 일화와 관련이 있다.
총 3부로 이루어져 있으며, 16명 가량의 여성 무용수들이 항일유격대원 역할 등을 맡아 소품인 진달래꽃을 들고 공연한다. 무대에는 백두산이 멀리 보이는 가운데 삼지연 연못가가 형상화된다.

## 참고자료
- KBS 온라인 오피스, 북한백과 - 4대 혁명무용 | 공연